# Sete Cidades (Ponta Delgada)
Sete Cidades és una freguesia portuguesa del municipi de Ponta Delgada, Regió Autònoma dels Açores, amb 19,22 km² d'àrea i 793 habitants (al cens del 2011). La densitat de població n'és de 41,3 hab/km². Es troba a una latitud 37.87 nord i a una longitud 25.78 oest, a prop de 260 m d'altitud a l'interior de la caldera del volcà de Sete Cidades, al marge est de la llacuna del mateix nom.
El nom de la freguesia té arrels en les llegendàries Set Ciutats de l'Altàntic i és una de les múltiples repeticions del topònim en les zones d'expansió portuguesa cinccentista.
Situada a la part plana del marge de la llacuna Azul, la freguesia conserva cases tradicionals, algunes encara amb els graners de peus alts.
En arquitectura, destaquen l'església de Sâo Nicolau, en estil neogòtic, inaugurada el 1852, a casa dels hereus de Caetano de Andrade, i el túnel de descàrrega de la llacuna, inaugurat el 1937.
La clientela conta amb una escola del 1.º Cicle i un camp de futbol.

## Població
| 1981 | 1991 | 2001 | 2011 |
| 772  | 829  | 858  | 793  |

Creada pel Decret Llei núm. 40/71, de 18 de febrer, amb llogarets separats de la freguesia de Ginetes